# Hainersdorf
Hainersdorf là một đô thị thuộc huyện Fürstenfeld bang Steiermark, nước Áo. Đô thị Hainersdorf có diện tích 17,32 km², dân số thời điểm cuối năm 2008 là 685 người.
Bản mẫu:Đô thị của Fürstenfeld